# الجواشنة
قرية الجواشنة هي إحدى القرى التابعة لمركز ديرب نجم في محافظة الشرقية في جمهورية مصر العربية. حسب إحصاءات سنة 2006، بلغ إجمالي السكان في الجواشنة 3334 نسمة، منهم 1745 رجل و1589 امرأة.